# Rupert Hacker
Rupert Hacker (* 6. Mai 1935 in München; † 23. Juli 2016 ebenda) war ein deutscher Bibliothekar und Autor. Bekannt ist er besonders durch sein Buch Bibliothekarisches Grundwissen, das seit 1972 in neun Auflagen erschienen ist und als das Standardeinführungswerk in die bibliothekarische Arbeit gilt.
Hackers Eltern waren der Oberstudiendirektor Dr. Franz Hacker und Wilhelmine Hacker.
Bis zur kriegsbedingten Evakuierung nach Feldafing, im Jahr 1943, besuchte Hacker eine Volksschule in seinem Geburtsort München. 1953 bestand Hacker das Abitur an der Oberrealschule in Starnberg, die er ab 1946 besuchte.
Hacker studierte von 1953 bis 1958 Geschichte, Germanistik und Anglistik an der Ludwig-Maximilians-Universität München und schloss dieses mit dem ersten Staatsexamen ab.
1959 erhielt er ein Stipendium vom Freistaat Bayern, um in der vatikanischen Apostolischen Bibliothek für die Kommission für bayerische Landesgeschichte zu forschen. Danach blieb Hacker in Rom und begann, an der dortigen deutschen Schule, sein Lehramtsreferendariat. Dieses schloss er 1960 in München ab.
Von 1962 bis 1964 absolvierte er eine bibliothekarische Ausbildung an der bayerischen Staatsbibliothek.
Von 1964 bis 1975 war er erst Dozent an der Bayerischen Bibliotheksschule und schließlich deren Leiter. Zwischenzeitlich veröffentlichte er 1967 seine Dissertation mit dem Titel Die Beziehungen zwischen Bayern und dem Heiligen Stuhl in der Regierungszeit Ludwigs I. (1825–1848).
1975 bis 1998 war er Direktor des Fachbereichs Archiv- und Bibliothekswesen der Fachhochschule für öffentliche Verwaltung und Rechtspflege in Bayern. Hacker verfasste das deutschsprachige Standardeinführungswerk für Bibliothekare Bibliothekarisches Grundwissen, das von 1972 bis 2000 in sieben Auflagen erschien. Die Neubearbeitungen, die als achte (2008) und neunte Auflage (2016) erschienen, wurden von Klaus Gantert erarbeitet.

## Schriften
- Klaus Gantert, Rupert Hacker: Bibliothekarisches Grundwissen, 8., vollst. neu bearb. und erw. Aufl., Saur, München 2008, ISBN 978-3598117718 (1. Auflage 1972)
- Rupert Hacker (Hrsg.): Beiträge zur Geschichte der Bayerischen Staatsbibliothek (= Bayerische Staatsbibliothek – Schriftenreihe. Band 1). Saur, München 2000, ISBN 3-598-24060-0.
- Rupert Hacker: Die Beziehungen zwischen Bayern und dem Heiligen Stuhl in der Regierungszeit Ludwigs I. 1825-1848, Dissertation, München 1967 (= Bibliothek des Deutschen Historischen Instituts in Rom, Band 27)
- Rupert Hacker (Hg.): Ludwig II. von Bayern in Augenzeugenberichten, Düsseldorf 1966 (3. Auflage München 1986)